# Raimundo Fernández Villaverde
Raimundo Fernández Villaverde y García del Rivero (Madrid, 20 de enero de 1848 - Madrid, 15 de julio de 1905) fue un político español, presidente del Consejo de ministros durante el reinado de Alfonso XIII y ministro de Gobernación, de Gracia y Justicia, de Hacienda, y de Ultramar en diferentes gobiernos formados durante el reinado de Alfonso XII, la regencia de María Cristina de Habsburgo-Lorena y el reinado de Alfonso XIII.

## Biografía
Nacido el 20 de enero de 1848 en Madrid, era hijo de Pedro María Fernández Villaverde y González del Valle y de Hermógenes García-Rivero y Álvarez de Jove, hermana del empresario radicado en México Valentín Rivero. Estudió bachillerato en el Instituto de San Isidro y posteriormente Derecho en la Universidad Central donde a la edad de 21 años se licenció, especializándose en Derecho mercantil y Hacienda pública. Tras alcanzar el grado de doctor, es nombrado profesor supernumerario de dicha Universidad. Adscrito al Partido Conservador, logra el acta de diputado por el distrito de Caldas de Reyes, perteneciente a la circunscripción de Pontevedra, en las elecciones agosto de 1872, en las que Serrano resultó elegido presidente del Consejo de Ministros, así como en las Constituyentes de 1873.
En las sucesivas elecciones a las Cortes de la Restauración celebradas hasta 1903 obtendría escaño de diputado por el también pontevedrés distrito de Puente Caldelas.
Entre 1875 y 1877 fue concejal del Ayuntamiento de Madrid.

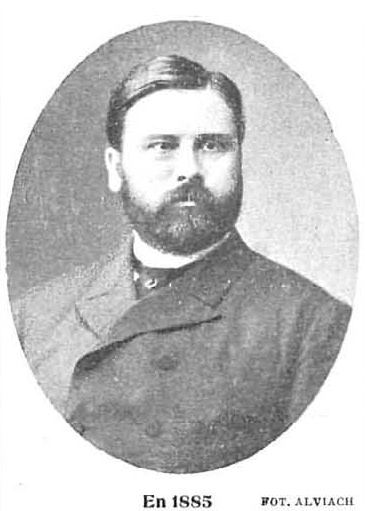
Fernández Villaverde hacia 1885, fotografía de Alviach.

En 1877 fue nombrado director general de Administración local y al año siguiente de Intervención General de la Administración del Estado. El 22 de marzo de 1880 fue nombrado subsecretario con Fernando Cos-Gayón como titular de Hacienda, cargo en el que cesó el 10 de febrero de 1881, tras la llegada al gobierno de Sagasta. En marzo de 1884 fue nombrado gobernador civil de Madrid, ejerciendo el cargo hasta 1885. El 13 de julio de 1885 fue nombrado ministro de Gobernación en un gobierno Cánovas tras su polémica actuación ante la negativa de los comerciantes a cumplir las medidas decretadas por el Gobierno para responder a la epidemia de cólera existente en la ciudad (véase: Pandemias de cólera en España). Abandonaría el ministerio el 27 de noviembre de 1885, cuando tras el fallecimiento de Alfonso XII, Cánovas cedió el gobierno a Sagasta. 
En 1888 fue nombrado miembro de la Real Academia de Ciencias Morales y Políticas, leyendo un discurso titulado Consideraciones histórico-críticas acerca del sufragio universal como órgano de la representación política en las sociedades modernas. Tomó posesión del cargo en mayo de 1889. Tras el regreso en julio de 1890 de los conservadores al gobierno, Fernández Villaverde fue nombrado ministro de Gracia y Justicia. Como miembro de la facción silvelista del Partido Conservador, dimitió, al igual que Dato, cuando se produjo el enfrentamiento entre Romero y Silvela
Entre el 25 de junio de 1892 y el 30 de noviembre de 1892, ocupó por segunda vez la cartera de Gobernación, también en un gobierno Cánovas.
El 15 de diciembre de 1898 fue elegido miembro de la Real Academia Española. Sin embargo, por vicisitudes varias no pudo tomar posesión hasta el 23 de noviembre de 1902 con un discurso sobre la  poesía española del siglo XV. Como consecuencia de todo esto, Fernández Villaverde no volvería a ocupar cargos relevantes hasta 1899, una vez Cánovas hubo muerto y Silvela alcanzado el liderazgo del Partido Conservador, que brevemente se denominó Unión Conservadora.

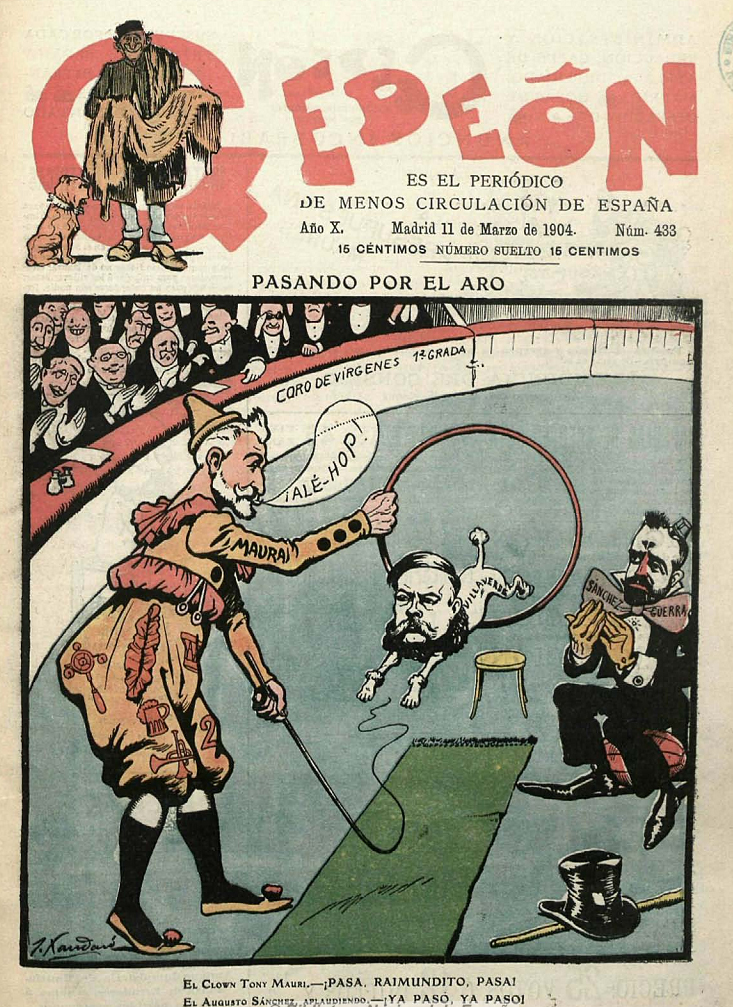
Caricatura de Antonio Maura y Fernández Villaverde; ambos mantuvieron una pugna por el liderazgo del partido conservador.

En la formación del primer Gobierno tras la paz estadounidense, el 4 de marzo de 1899, Fernández Villaverde se convirtió en ministro de Hacienda, bajo la presidencia de Silvela, además de simultáneamente pasar a ocupar la cartera de Ultramar, extendiéndose este último cargo hasta el 25 de abril de 1899. El 17 de junio de ese año presentó la ley de presupuestos del ejercicio 1899-1900. En septiembre de este año fue elegido presidente del Congreso de los Diputados y sustituido en Hacienda por Manuel Allendesalazar. Cesó en el Ministerio de Hacienda el 6 de julio de 1900; cuando los conservadores accedieron al poder con Silvela de presidente y Fernández Villaverde como ministro de Hacienda. No obstante, divergencias en torno a la reconstrucción de la escuadra y su efecto sobre el equilibrio presupuestario motivaron su dimisión y posterior sustitución por Faustino Rodríguez de San Pedro en la presidencia del Congreso.
Después de las elecciones de mayo de 1903, volvió Fernández Villaverde a la presidencia del Congreso. Sin embargo, su permanencia en este puesto sería efímera pues tras la dimisión de Silvela, el 18 de julio de 1903, sería nombrado presidente del Gobierno con Augusto González Besada ocupando la cartera de Hacienda. Su situación era harto complicada, pues a la oposición de los liberales habría que añadir la pergeñada clandestinamente por Silvela, Maura y sus adeptos. Ante tal situación resolvió dimitir siendo sustituido en la Presidencia del Gobierno por Maura.
Volvería a ocupar la Presidencia del Gobierno el 27 de enero de 1905. Sin embargo, la oposición al gobierno de la mayoría de los diputados de su partido le obligó a mantener las Cortes cerradas. La reapertura de éstas y las derrotas en el Senado, el 17 de junio, y en el Congreso, el día 20 de junio precipitarían su dimisión, acaecida el 21 de junio de 1905.
Falleció en Madrid poco más tarde, el 15 de julio de 1905.

## Descendencia
Tuvo 7 hijos fruto de su matrimonio con Ángela Roca de Togores y Aguirre-Solarte, la marquesa de Pozo Rubio: Raimundo, Pedro, Mercedes, Ángela, María del Carmen, Isabel y José.